# 中流砥柱

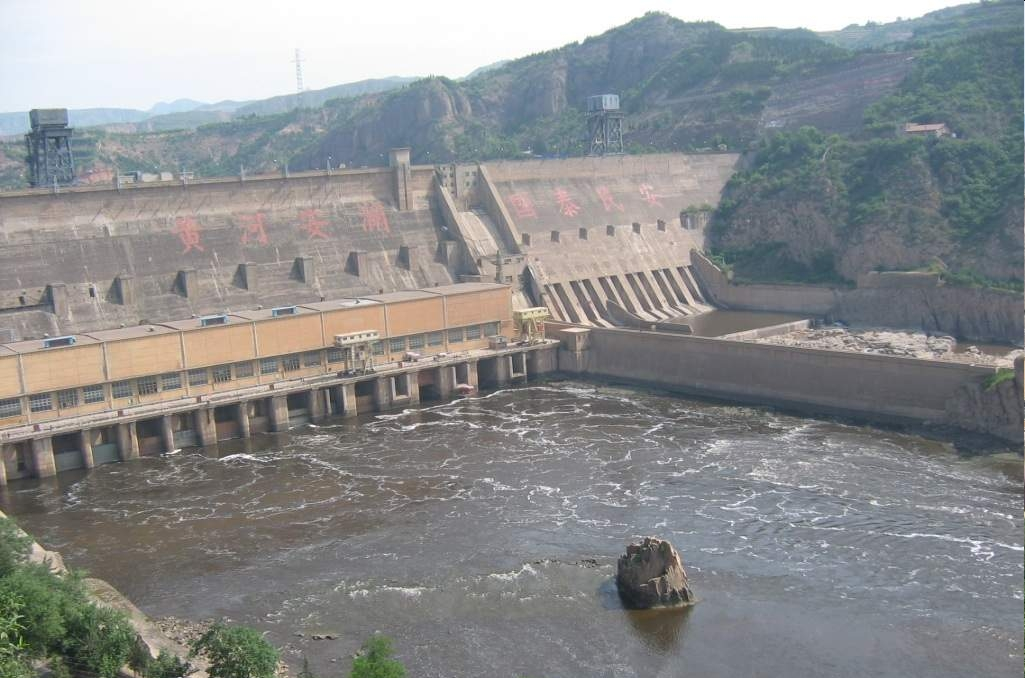
写真の中で、三門峡ダムの前、黄河の中にある石柱が“中流砥柱”である。

中流砥柱（ちゅうりゅうのしちゅう）とは、故事成語の由来にもなった、黄河にある景観の一つである。広東省にも、中流砥柱石刻という同名の文化的な遺産がある。
現在の中華人民共和国河南省三門峡市の黄河下流（三門峡ダム付近）では、川の中心に巨大な岩が直立しており、激しい流れに関わらず、数千年も倒れず残っている。ゆえに、この岩は「砥柱山」と呼ばれ、「中流砥柱」という故事成語の由来になった。
この岩は、伝説によれば、黄河の大洪水の際に、禹が黄河治水で鎮河の石柱として残したものと言われる。
この故事成語は、強くて独立的な人が困難で激動する環境の中でも中心的な柱の役割を果たす様子を表している。